# Niederkorn

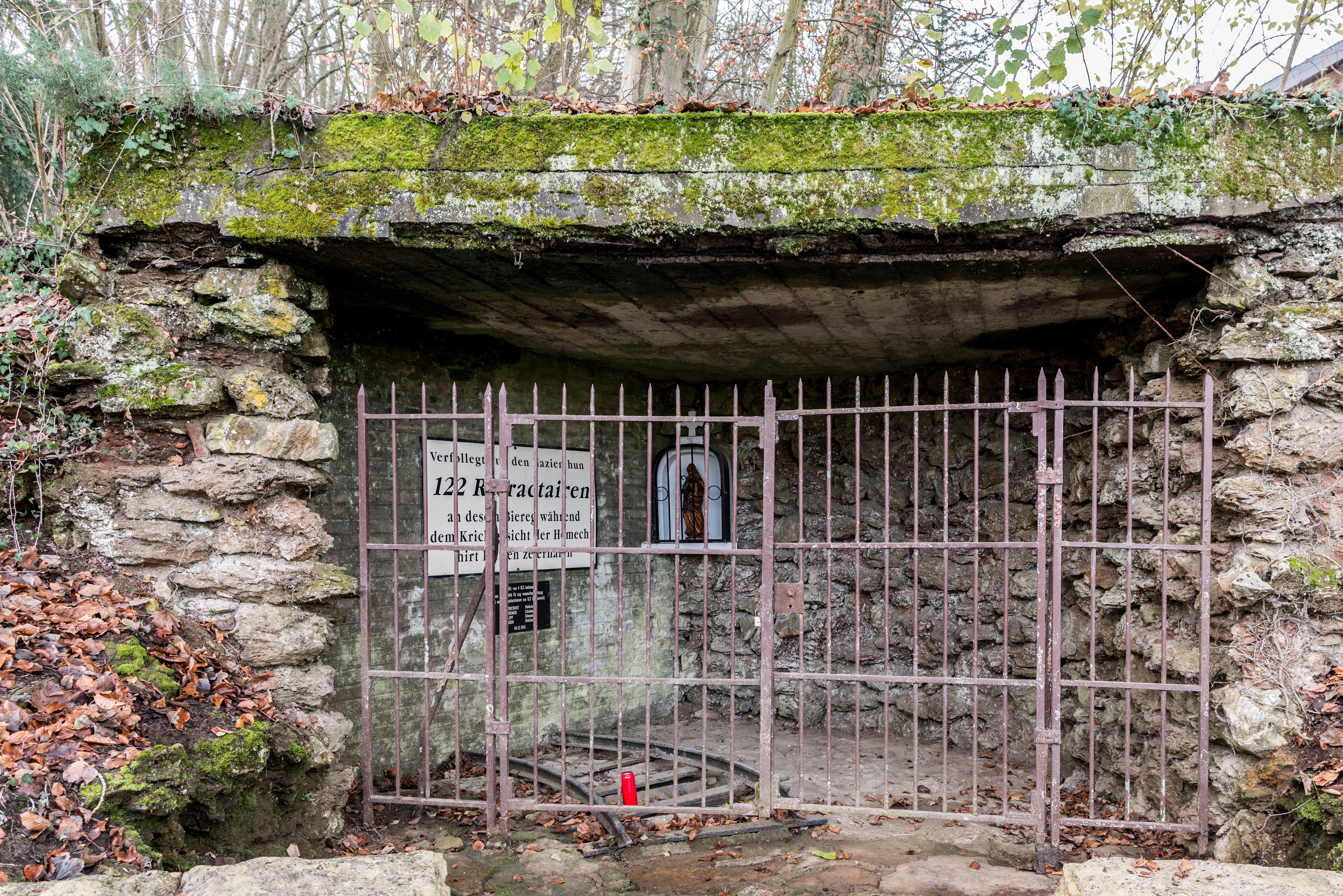
Il monumento Honsbesch a Niederkorn

Niederkorn (in lussemburghese Nidderkuer) è una frazione del comune di Differdange nel Cantone di Esch-sur-Alzette del Granducato di Lussemburgo. Niederkorn è famosa per il parco industriale, naturale e ferroviario di Fond-de-Gras e un'entrata alla fabbrica di Differdange. Vi ha sede la squadra di calcio Football Club Progrès Niedercorn. In passato era un comune autonomo.
Vi si trova la Chiesa dei santi Pietro e Paolo, eretta nel 1893.

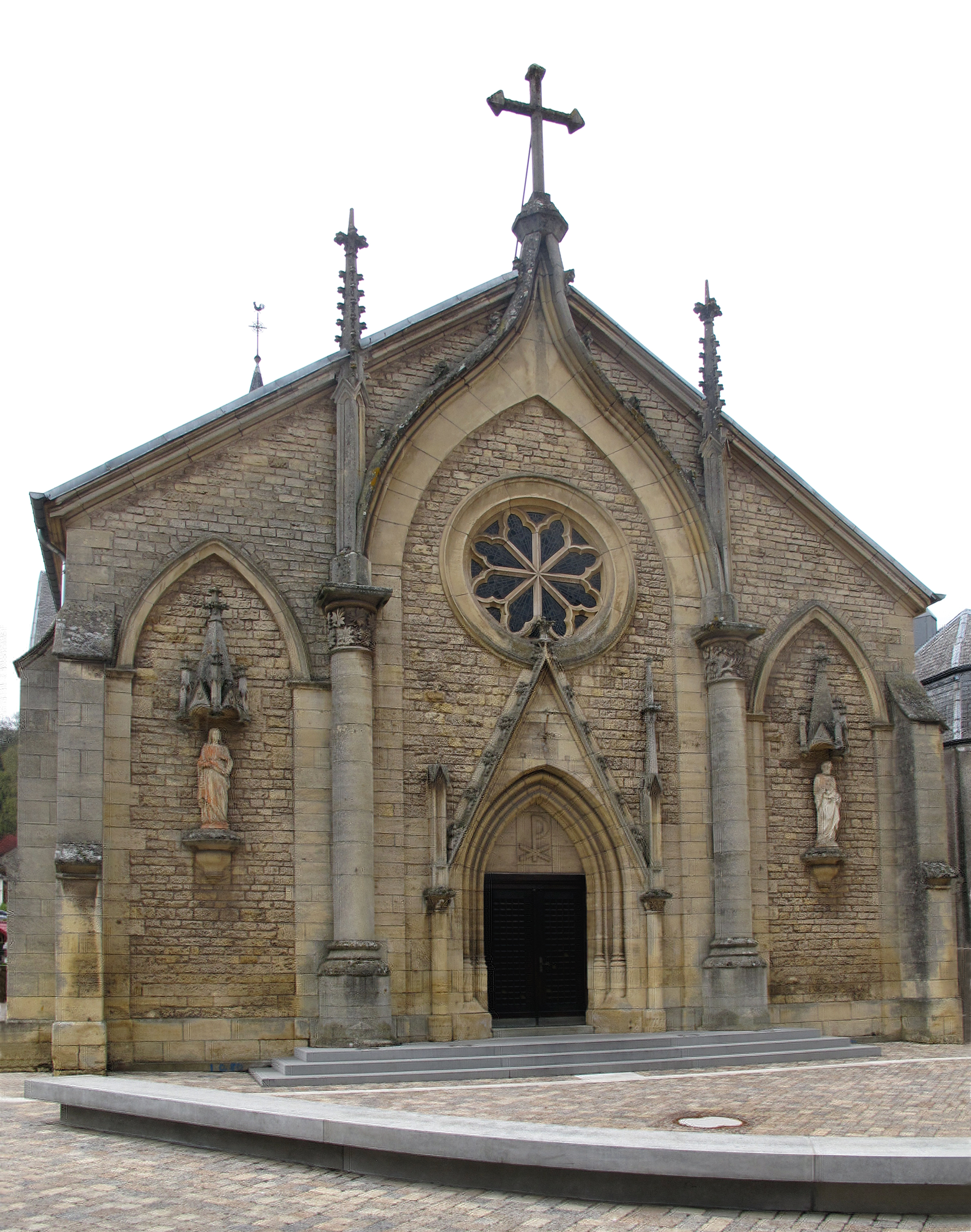
Facciata della chiesa dei santi Pietro e Paolo